# Водяное небо

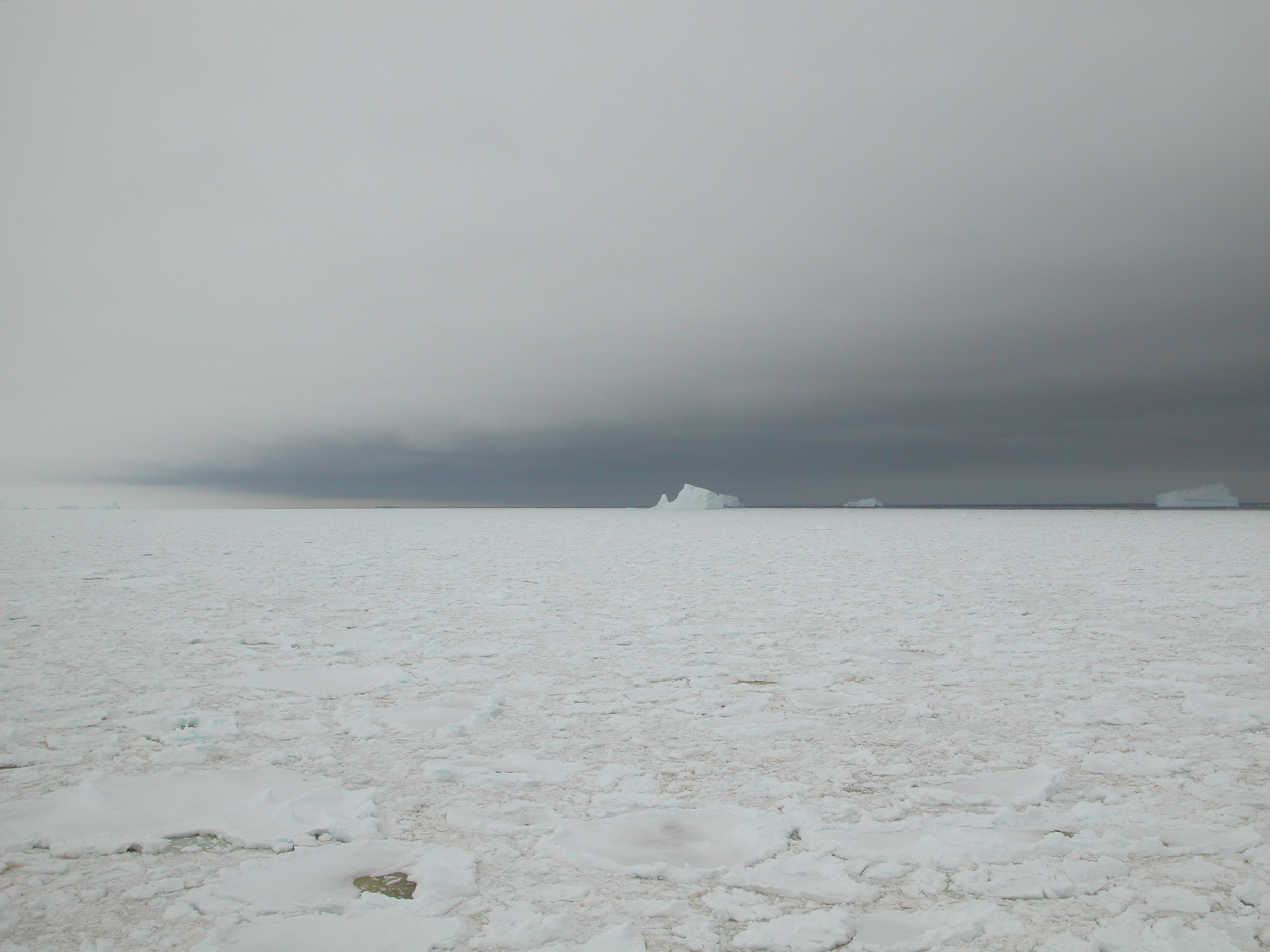
Водяное небо

Водяное небо — нередко наблюдаемая в полярных морях относительно тёмная окрашенность небесного свода и нижней границы облачности у горизонта над чистой водой или зонами разрежённого льда. Водяное небо может быть заметным со значительных расстояний, а летательным аппаратам, которые не связаны жёсткими маршрутами рекомендуется проводить осмотр тех районов, над которыми оно зафиксировано.